# Mathieu Maertens
Pour les articles homonymes, voir Maertens.
Mathieu Maertens, né le 27 mars 1995 à Ostende en Belgique, est un footballeur belge qui joue au poste de milieu de terrain ou d'attaquant à OH Louvain, dont il est actuellement le capitaine.

## Biographie

### En club

#### Cercle Bruges
Fils d'agriculteurs, ses parents ont une ferme à Zevekote près de Gistel, Mathieu Maertens achève sa formation au Cercle Bruges KSV, situé à 19 kilomètres à peine. Il y signe son premier contrat professionnel en mars 2014 et fait ses débuts le 29 mars 2014 lors de la première journée des play-off 2 de la Jupiler Pro League contre le KV Courtrai. L'entraîneur Lorenzo Staelens offre à Maertens une place de titulaire et il dispute tout le match au terme duquel le Cercle s'incline 4-0 au stade des Éperons d'or. Il est également titulaire et dispute les 76 premières minutes lors de la dernière rencontre de la saison face au KV Malines, avant d'être remplacé par le débutant Jasper Ameye.
Le Cercle est relégué en deuxième division au terme de la saison suivante. Maertens reste toutefois fidèle au club et devient un titulaire indiscutable sous Fred Vanderbiest. Après deux saisons dans l'antichambre de l'élite et le rachat du Cercle par l'AS Monaco, il est transféré à l'OH Louvain.

#### OH Louvain
Au début de la saison 2017-2018, Mathieu Maertens signe un contrat de trois ans qui le lie au club de deuxième division d'Oud-Heverlee Louvain, où il devient immédiatement un pion essentiel sous la férule de Nigel Pearson. Lors de sa troisième saison avec Louvain, il connaît les joies de la promotion en première division. Avec huit buts en 26 matches, Maertens a joué un rôle important dans cette réussite.
Lors de sa première saison en première division avec Louvain, Maertens reste un joueur du onze de base régulier sous Marc Brys et le club assure largement son maintien en terminant à la 11e place du classement, tout comme lors de la saison suivante. À l'aube de la saison 2022-2023, à la suite du départ de Xavier Mercier, Brys fait de lui le nouveau capitaine de l'équipe. Lors de cette saison, malgré une blessure au pied qui l'écarte des terrains pendant un mois, il enregistre les meilleurs statistiques de sa carrière professionnelle avec huit buts et quatre assists après 25 journées et reste en course pour décrocher une place dans les play-off 2 jusqu'à l'ultime journée du championnat, échouant de peu et finissant à la 10e place.
Fin août 2021, Mathieu Maertens prolonge son contrat avec OH Louvain jusqu'à l'été 2025 avant de signer pour une année supplémentaire en septembre 2022.

## Statistiques

### En club
| Saison                | Club                  | Championnat           | Championnat | Championnat | Championnat | Coupe(s) nationale(s) | Coupe(s) nationale(s) | Coupe(s) nationale(s) | Autres compétitions | Autres compétitions | Autres compétitions | Autres compétitions | Total | Total | Total |
| Saison                | Club                  | Division              | M.          | B.          | P.d.        | M.                    | B.                    | P.d.                  | Comp.               | M.                  | B.                  | P.d.                | M.    | B.    | P.d.  |
| 2013-2014             | Cercle Bruges KSV     | Division 1A           | 0           | 0           | 0           | 0                     | 0                     | 0                     | PO2                 | 2                   | 0                   | 0                   | 2     | 0     | 0     |
| 2014-2015             | Cercle Bruges KSV     | Division 1A           | 7           | 0           | 0           | 4                     | 1                     | 0                     | PO3                 | 3                   | 0                   | 0                   | 14    | 1     | 0     |
| 2015-2016             | Cercle Bruges KSV     | Division 1B           | 25          | 6           | 1           | 1                     | 1                     | 1                     | -                   | -                   | -                   | -                   | 26    | 7     | 2     |
| 2016-2017             | Cercle Bruges KSV     | Division 1B           | 24          | 0           | 2           | 2                     | 0                     | 0                     | PO3                 | 4                   | 0                   | 1                   | 30    | 0     | 3     |
| Sous-total            | Sous-total            | Sous-total            | 56          | 6           | 3           | 7                     | 2                     | 1                     | -                   | 9                   | 0                   | 1                   | 72    | 8     | 5     |
| 2017-2018             | OH Louvain            | Division 1B           | 26          | 3           | 2           | 2                     | 1                     | 1                     | PO2                 | 9                   | 0                   | 0                   | 37    | 4     | 3     |
| 2018-2019             | OH Louvain            | Division 1B           | 20          | 6           | 1           | 1                     | 0                     | 0                     | PO3                 | 6                   | 1                   | 2                   | 27    | 7     | 3     |
| 2019-2020             | OH Louvain            | Division 1B           | 26          | 8           | 2           | 2                     | 1                     | 0                     | TM                  | 2                   | 0                   | 1                   | 30    | 9     | 3     |
| 2020-2021             | OH Louvain            | Division 1A           | 19          | 3           | 0           | 2                     | 1                     | 0                     | -                   | -                   | -                   | -                   | 21    | 4     | 0     |
| 2021-2022             | OH Louvain            | Division 1A           | 30          | 9           | 4           | 3                     | 1                     | 1                     | -                   | -                   | -                   | -                   | 33    | 10    | 5     |
| 2022-2023             | OH Louvain            | Division 1A           | 24          | 5           | 4           | 2                     | 1                     | 0                     | -                   | -                   | -                   | -                   | 26    | 6     | 4     |
| 2023-2024             | OH Louvain            | Division 1A           | 17          | 1           | 0           | 2                     | 2                     | 0                     | PO2                 | 10                  | 3                   | 1                   | 29    | 6     | 1     |
| 2024-2025             | OH Louvain            | Division 1A           | 12          | 1           | 1           | 1                     | 0                     | 0                     | PO2                 | 2                   | 0                   | 0                   | 15    | 1     | 1     |
| 2025-2026             | OH Louvain            | Division 1A           | 2           | 1           | 0           | -                     | -                     | -                     | -                   | -                   | -                   | -                   | 2     | 1     | 0     |
| Sous-total            | Sous-total            | Sous-total            | 176         | 37          | 14          | 15                    | 7                     | 2                     | -                   | 29                  | 4                   | 4                   | 220   | 48    | 20    |
| Total sur la carrière | Total sur la carrière | Total sur la carrière | 232         | 43          | 17          | 22                    | 9                     | 3                     | -                   | 38                  | 4                   | 5                   | 292   | 56    | 25    |